# 白色体

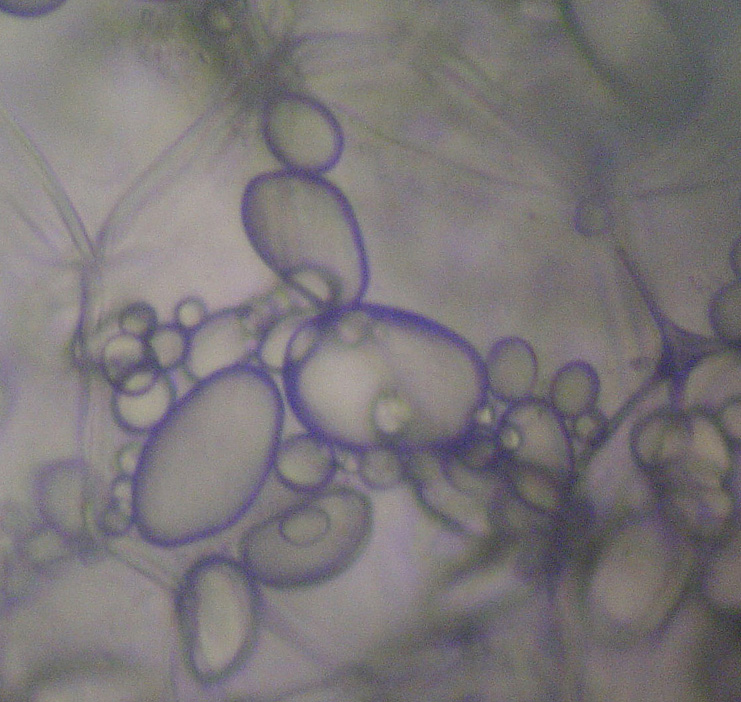
白色体の一種であるアミロプラスト

白色体 （はくしょくたい、英: leucoplast）とは、植物の白色部分に見られる色素を持たない色素体のこと。
光を当てることで葉緑体へ変化したり、デンプン合成を行う白色体が存在する。